# Lozóvaia
Lozóvaia (en rus: Лозовая) és un poble del krai de Krasnoiarsk, a Rússia, que el 2017 tenia 147 habitants. Pertany al districte de Zaoziorni.